# Cynolebias vazabarrisensis
Cynolebias vazabarrisensis är en fiskart som beskrevs av Costa 2001. Cynolebias vazabarrisensis ingår i släktet Cynolebias och familjen Rivulidae. Inga underarter finns listade i Catalogue of Life.